# 愛知県民主医療機関連合会
愛知県民主医療機関連合会（あいちけんみんしゅいりょうきかんれんごうかい）は愛知県における全日本民主医療機関連合会の地方組織。略称は愛知民医連。

## 概要
愛知県では、1959年の伊勢湾台風で名古屋の南部地域が壊滅的な被害を受けた。地域住民たちは、全日本民医連の医師や看護師たちが救援活動に入っている姿を見て、「だれでも気軽にかかれて、いつでもどこでも安心して見てもらえる病院を、自分たちの手でつくりたい」という想いから愛知民医連結成の運動が起こった。
その要求が高まり、地域の人々の努力の積み重ねの末に1963年3月24日、県下の4診療所が集まって結成された。
事務局は名古屋市熱田区沢下町に所在する。

## 加盟法人
（出典）
- みなと医療生活協同組合 - 名古屋市熱田区五番町3-6 レインボーセンター2F
  - 協立総合病院
- 南医療生活協同組合 - 名古屋市緑区南大高2-204
  - 総合病院南生協病院
  - かなめ病院
- 医療法人社団 名南会 - 名古屋市南区豊田5-15-18
  - 名南病院
  - 名南ふれあい病院
- 医療法人 尾張健友会 - 一宮市千秋町塩尻字山王7-5
  - 千秋病院
- 北医療生活協同組合 - 名古屋市北区上飯田北町1-20-2 すまいるハートビル2階
  - 北病院
- 医療法人はみんぐ - 名古屋市南区忠次1-1-1
- 社会福祉法人　尾張健友福祉会 - 一宮市千秋町小山字山王21-1
- 株式会社ファルマネットみなみ（薬局法人） - 名古屋市南区鳴浜町5-30-1
- 株式会社エムアイエス企画 -  名古屋市熱田区五番町3-6
- 株式会社尾張健友サービス -  一宮市千秋町塩尻字山王7-5
- 株式会社ＭＭＣ - 名古屋市南区道徳通1-10